# Пилипчук, Анатолий Петрович
Анатолий Петрович Пилипчук (укр. Анатолій Петрович Пилипчук, 3 января 1944, Киев, СССР — 1997, Киев, Украина) — советский футболист, нападающий и полузащитник, с 1967 года — мастер спорта СССР.

## Биография
Воспитанник киевской ДЮСШ-1. Выступал на позиции нападающего. Спортивное звание: Мастер спорта СССР с 1967 года.

Лёгкий, быстрый, техничный форвард, склонный к комбинационной игре. Владел хорошо поставленным ударом и умело взаимодействовал с партнёрами.— 
Играл в командах: «Динамо-2» (Киев), «Динамо» (Киев), «Шахтёр» (Донецк) и «Днепр» (Днепропетровск).
После завершения карьеры стал тренером. Среди его воспитанников — Виктор Мороз.
Умер в 1997 году в Киеве.

## Достижения
- Чемпион СССР 1968 года.
- Включался в список 33-х лучших футболистов Украинской ССР: в 1965 году — третий, в 1966 году — второй[3].